# Long John Baldry & Friends
Long John Baldry & Friends è il tredicesimo album di Long John Baldry, pubblicato nel 1987 dalla Musicline Records.
È stato registrato dal vivo ai Mushroom Studios di Vancouver, in Canada, il 14 settembre 1986, e veniva incluso come bonus con l'acquisto di Silent Treatment.
L'album è stato ripubblicato nel 1989 col titolo A Touch of the Blues, con tre tracce aggiuntive.

## Tracce
1. Goin' Down Slow
2. I Got My Mojo Workin'
3. Spoonful
4. Rake and Ramblin' Boy
5. Black Girl
6. Good Morning Blues

## Musicisti
- Long John Baldry - voce, chitarra a 6 e 12 corde
- Kathi McDonald - voce
- Papa John King - chitarra
- Mike Lent - basso
- Butch Coulter - armonica a bocca